# GoodbyeDPI
GoodByeDPI — программа с открытым исходным кодом, разработанная для обхода систем глубокого анализа трафика (DPI). Создана российским программистом ValdikSS в 2016 году как инструмент для исследования уязвимостей в механизмах цензуры. Распространяется под лицензией MIT и доступна в репозитории GitHub.

## Принцип работы
GoodByeDPI использует методы модификации сетевых пакетов, направленные на нарушение логики работы DPI-систем, которые анализируют трафик для блокировки доступа к ресурсам. Основные техники:
1. Манипуляция HTTP-заголовками:
- Подмена поля Host в HTTP-запросах. Например, запрос к домену example.com может быть изменён на example.com (с добавлением нулевого пробела), что нарушает сигнатурный анализ.
- Внедрение избыточных заголовков (X-Forwarded-For, Cache-Control) для усложнения парсинга.

2. Обфускация SNI (Server Name Indication):
- В TLS-рукопожатии заменяет реальное имя домена на случайные данные, что препятствует определению целевого сайта на этапе установки соединения.

3. Фрагментация пакетов:
- Разбивает TCP-пакеты на части, размер которых меньше минимального порога, обрабатываемого DPI-системами. Это делает невозможным восстановление полного заголовка для анализа.

4. Искажение TCP-флагов:
- Добавляет нестандартные флаги (например, ECE или CWR), которые игнорируются серверами, но нарушают работу DPI-фильтров.

## Особенности
- Низкоуровневая интеграция: Программа работает на уровне сетевого драйвера через библиотеку WinDivert, что позволяет перехватывать и модифицировать пакеты до их обработки системой.
- Минимальное влияние на скорость: В отличие от VPN или прокси, GoodByeDPI не перенаправляет трафик через сторонние узлы, что снижает задержки.
- Поддержка старых ОС: Совместима с Windows XP SP3 и новее, включая Windows 11.
- Конфигурируемость: Пользователи могут выбирать методы обхода через параметры командной строки (например, -1 для фрагментации пакетов, -2 для подмены SNI).

## Технические ограничения
- Несовместимость с некоторыми сетями: В корпоративных сетях с strict firewall правилами GoodByeDPI может блокироваться.
- Конфликты с антивирусами: Системы защиты, отслеживающие модификацию сетевого стека (например, ESET NOD32), могут помечать программу как подозрительную.
- IPv6-ограничения: Реализация методов для IPv6 менее стабильна по сравнению с IPv4.

## Правовые аспекты
Использование GoodByeDPI регулируется законами отдельных стран:
- Россия: С 2019 года Роскомнадзор блокирует сайты, распространяющие инструменты обхода DPI. За неисполнение оператором связи обязанности по ограничению или возобновлению доступа к информации предусмотрена административная ответственность (ст. 13.34).
- Китай: Великий китайский файрвол активно противодействует подобным технологиям. Нарушители могут быть оштрафованы согласно Закону о кибербезопасности.
- Иран: Национальная интернет-инфраструктура Ирана использует DPI для блокировки Telegram и WhatsApp. Применение обходных инструментов карается штрафами.

## Аналоги
| Название    | Платформы             | Отличия                                                                                                |
| ----------- | --------------------- | --- |
| GreenTunnel | Windows, macOS, Linux | - Поддержка ESNI. - Интеграция с HTTP/2.                                                               |
| PowerTunnel | Windows, Android      | - Встроенный DoH-резолвер. - Фильтрация рекламы и трекеров.                                            |
| Psiphon     | Кроссплатформенный    | - Гибридная технология: сочетание VPN, SSH-туннелирования и прокси. - Поддержка стеганографии трафика. |
| TcpFragment | Linux, BSD            | - Утилита для фрагментации TCP-пакетов в Unix-системах. - Минималистичный интерфейс.                   |

## Критика
Эксперты отмечают следующие проблемы:
- Тактическое преимущество цензоров: DPI-системы быстро адаптируются к методам обхода. Например, в 2020 году Роскомнадзор начал использовать машинное обучение для детекции фрагментированных пакетов.
- Риски для пользователей: Отсутствие шифрования позволяет провайдерам фиксировать факт использования GoodByeDPI, даже если трафик не анализируется.
- Устаревание технологий: Развитие стандартов вроде HTTP/3 и QUIC снижает актуальность методов, основанных на манипуляции TCP.